# Потапово (Спас-Деменський район)
Потапово (рос. Потапово) — присілок в Спас-Деменському районі Калузької області Російської Федерації.
Населення становить 0 осіб. Входить до складу муніципального утворення Присілок Нестери.

## Історія
Від 2004 року входить до складу муніципального утворення Присілок Нестери

## Населення
| 2002 | 2007 | 2010 |
| ---- | ---- | ---- |
| 8    | ↘1   | ↘0   |